# 먼스다람쥐청서
먼스다람쥐청서(Tamiasciurus mearnsi)는 다람쥐과에 속하는 설치류의 일종이다. 멕시코의 토착종이다. 낮은 개체군 밀도 때문에 "멸종위협종"으로 분류되며, 서식지 감소로 위협을 받고 있다. 1946년 먼스다람쥐청서의 분포 지역에 도입된 동부회색청서와의 경쟁 때문에도 위협을 받는 것으로 추정되지만, 더 이상 존재하지 않을 수도 있다. 근연종은 더글라스다람쥐청서이지만, 습성에 대해서는 거의 알려져 있지 않고 2004-2005년에 처음 상세한 연구가 있었다. 학명과 일반명은 19세기 미국 박물학자 먼스(Edgar Mearns)의 이름에서 유래했다.

## 특징
먼스다람쥐청서는 비교적 작은 청서류로 평균 몸길이는 20cm이고, 몸무게는 약 270g이다. 부드럽고 무성한 털을 갖고 있으며, 상체의 회색-갈색을 띠고 하체는 노란 반점이 있는 흰색을 띤다. 양 옆구리에 짙고 검은 털 줄무늬가 있고, 등 중간에 붉고 노란 털의 좁은 띠가 아래로 이어진다. 꼬리는 몸 보다 털이 더 많고 진하지만 가장자리가 희고 노랗다. 머리의 털은 주로 회색이며, 주둥이 쪽으로 갈수록 노란 빛을 띠며, 눈 주위의 선명한 테와 진한 색의 귀를 갖고 있다.